# Euphorbia esculenta
Euphorbia esculenta là một loài thực vật có hoa trong họ Đại kích. Loài này được Marloth mô tả khoa học đầu tiên năm 1908.

## Hình ảnh

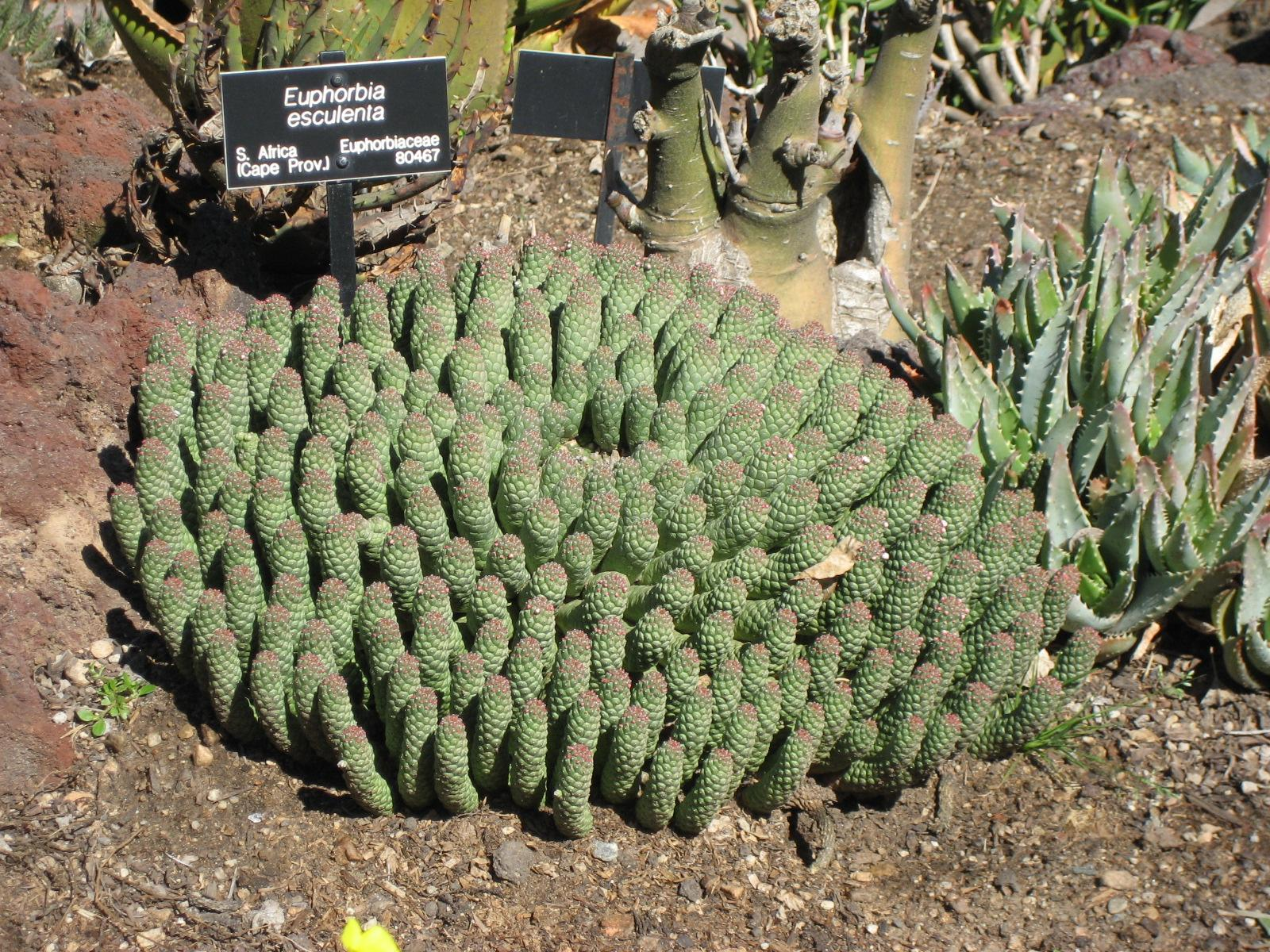
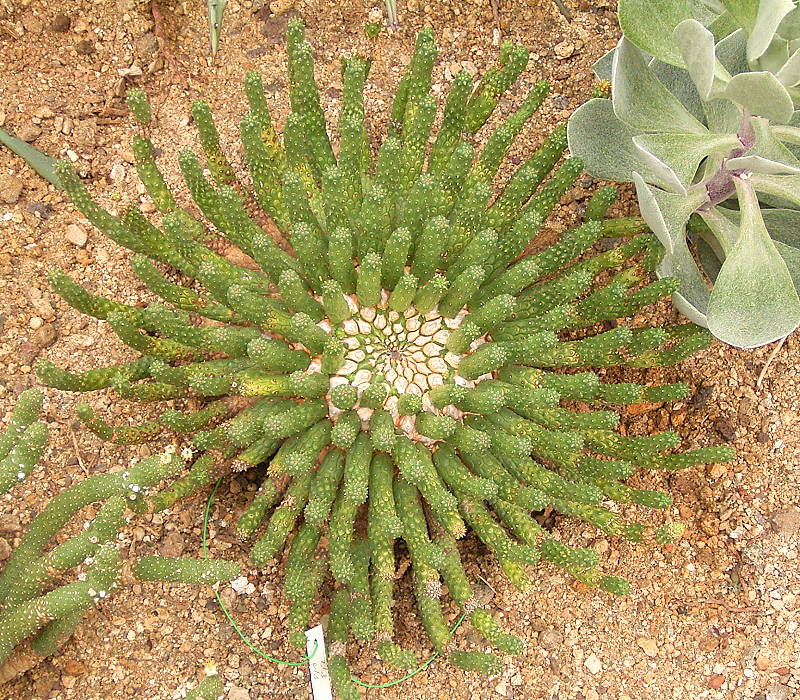
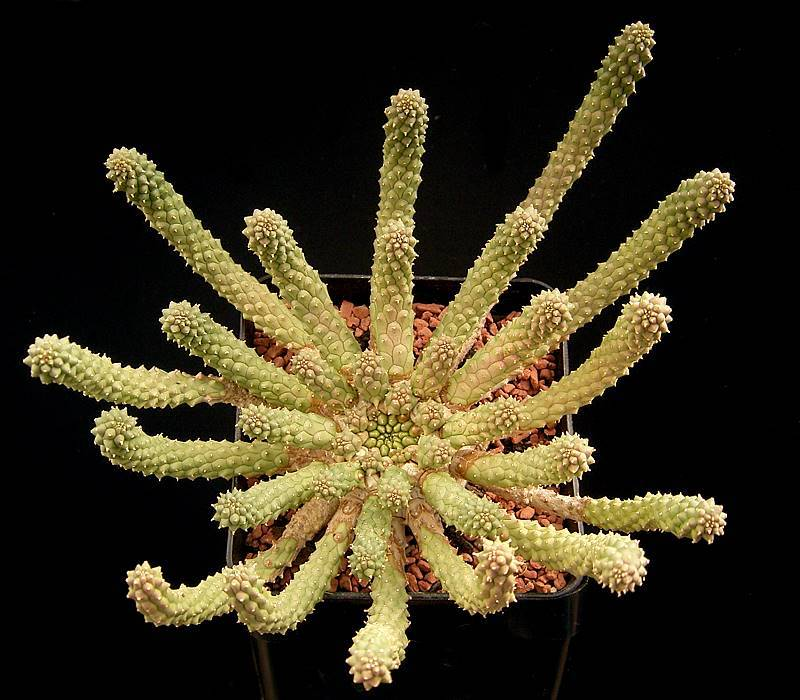